# Tonto apatxe
Els tonto apatxe (Dilzhę́’é, també Dilzhe'e, Dilzhe’eh) és un dels grups d'apatxes occidentals. El terme també s'utilitza per al seu dialecte, un dels tres dialectes de l'apatxe occidental, una de les llengües atapascanes meridionals. Els Chiricahuaque viuen al sud els anomenaren Ben-et-dine o binii?e'dine (“eixelebrats”, “gent sense ment”, és a dir "salvatge", "boig", "aquells a qui no entens"). L'etnònim dels apatxes occidentals per a ells era Koun'nde ("gent salvatge i aspra"), del qual va derivar el terme espanyol Tonto ("ximple", "beneit") per al grup. Els emparentats però enemics navahos del nord anomenaren als tonto apatxe i a llurs aliats yavapais Dilzhʼíʼ dinéʼiʼ - “gent amb veus agudes”).
Grenville Goodwin a The Social Organization of the Western Apache (1942) dividí els tonto en dos grups: els tonto del nord i tonto del sud. Molts apatxes occidentals rebutgen aquesta classificació i prefereixen les agrupacions basades en bandes i clans.
Les següents tribus tonto apatxe són tribus reconegudes federalment:
- Nació Yavapai-Apatxe de la reserva índia Camp Verde, Arizona[3]
- Nació Yavapai Fort McDowell, Arizona[3]
- Tribu Tonto Apatxe d'Arizona[3]

Juntament amb altres grups d'apatxes occidentals han format altres tribus reconegudes federalment:
- Tribu Apatxe White Mountain de la reserva índia Fort Apache, Arizona[3]
- Tribu Apatxe San Carlos de la reserva índia de San Carlos, Arizona[3]

## Etnònim
El nom Dilzhę́’é és un nom apatxe occidental que pot significar "gent amb veus agudes", però l'etimologia no és clara.
Els apatxes Dilzhe’e Apache es refereixen a si mateixos (autònim) com a Dilzhę́’é, així com als apatxes San Carlos. Els apatxes occidentals de Bylas usen la paraula Dilzhę́’é per referir-se tant als San Carlos com als Tonto. Els apatxe White Mountain usen el terme Dilzhę́’é per referir-se als Bylas, San Carlos, i Tonto.
El nom Tonto és considerat ofensiu per alguns per la seva etimologia i significat en espanyol, tot i que l'ús es deriva del seu aprenentatge dels noms pels quals els grups veïns es referien als dilzhe'e. El nom tonto apatxe ha estat àmpliament utilitzat per la majoria de la gent fora de les comunitats apatxes occidentals. Es troba més sovint el terme tonto en la literatura l'antropologia, especialment en les obres més antigues, que Dilzhe’e.

## Història

### Interacció amb els veïns yavapais
Els tonto apatxe van viure al costat dels Wipukepa (“gent del Peu de la Roca Roja”) i Kewevkapaya, dos dels quatre subgrups dels yavapais del centre i oest d'Arizona. El territori tonto apatxe s'estenia des de San Francisco Peaks, riu East Verde i el Canyó Oak Creek al llarg del riu Verde a les muntanyes Mazatzal i al riu Salt al SO i a la Conca Tonto al SE, estenent-se a l'est cap al riu Little Colorado a Arizona. Els Dilzhę́’é Apatxe (Tonto Apatxe) generalment vivien a l'est del riu Verde (Tu Cho n'lin - “gran aigua que córre”, o Tu'cho nLi'i'i - “gran aigua que frueix”), i la majoria de les bandes yavapais a l'oest. Les àrees tribals Wipukepa al San Francisco Peaks, al llarg del curs superior del riu Verde, Canyó Oak Creek i Fossil Creek se superposen amb els tonto apatxe del nord. Així mateix, els Kwevkepaya compartien els terrenys de caça i recol·lecció a l'est del riu Verde, al llarg de Fossil Creek, el riu East Verde, el riu Salt i els muntanyes Superstition, Sierra Ancha i les muntanyes Pinaleno amb els tonto apatxe del sud i bandes dels apatxe San Carlos. Per tant, formaren tribus mixtes bilingües, els membres de la qual era fàcilment distingible pels forasters (nord-americans, mexicans o espanyols), excepte per les seves llengües. Els apatxe parlaven el dialecte tonto de l'apatxe occidental (Ndee biyati’ / Nnee biyati’) i els yavapais parlaven el yavapai, una branca del yuma de la muntanya. Convivien en ranxeriess comunes i es consideraven a si mateixos apatxes o yavapais segons la seva "llengua materna" o l'origen de la seva societat matrilineal, dirigida per la mare. La majoria d'ells parlaven els dos idiomes i el cap de cada banda generalment tenia dos noms, un de cada tradició. Els europeus ètnics es referien tant als apatxes com als yavapais com a tonto o tonto apatxe. Els pobles van lluitar plegats contra enemics comuns com els Tohono O'odham i els Akimel O'odham. Els estudiosos poden dir a partir dels registres si els escriptors de l'època, en utilitzar el terme tonto apatxe, es referien a yavapais o apatxes, o a aquestes bandes mixtes. A més, els europeus es van referir als Wipukepa i Kwevkepaya incorrectament com a Yavapai Apache o Yuma Apache. Per a més confusió, els europeus es van referir als Tolkepaya, el grup més meridional dels yavapais, i als hualapais (ambdós pobles yumes de la muntanya) com a Yuma Apache o Mohave Apache.
Els escrits etnològics descriuen algunes diferències importants entre els yavapais i tonto apatxes. Els yavapais van ser descrits com més alts, de complexió més musculosa ben proporcionats mentre que els tonto apatxes eren menys musculosos, de petita estatura i bona presència. Les dones yavapais van ser vists com més gruixudes i amb cares "més boniques" que les yumes en l'informe Smithsonian. Una altra diferència, que probablement no es distingia a llarga distància, era que els yavapaia sovint duien tatuatges, mentre que els apatxes poques vegades tenien tatuatges. Els dissenys pintats a les cares eren diferents, igual que les pràctiques funeràries. Quan al vestit els mocassins yavapai eren arrodonits, mentre que els dels apatxes tenien els dits dels peus en punta. Els dos grups eren caçadors-recol·lectors, però eren tan similars que els acadèmics poques vegades són capaços de distingir entre els seus campaments.

### Relacions amb els apatxes i altres tribus
Els grups apatxes occidentals, les bandes tonto apatxe adjacents i chiricahua vivien en relativa pau les unes amb les altres. Hi va haver incursions mútues ocasionals, sobretot contra les bandes chiricahua del sud. L'estreta relació amb els yavapais va poder haver ajudat a formar el dialecte tonto apatxe, que és més diferent dels altres dos dialectes apatxes.
Els tonto apatxe competien més amb el navahos (en apatxe Yúdahá - 'els que viuen al nord') i els "enemics navajo" (Nda Yutahá- 'Navajos blancs' o 'Navajo que viuen com homes blancs'), i els pobles entraren més en conflicte obert. Degut a la pràctica de la ramaderia, els navajos van ser capaços d'adquirir béns europeus pel comerç, com ara mantes, aliments i diverses eines, que els mancava als tonto. A més els "enemics Navajo" servien sovint com a exploradors contra els tonto apatxe per a les tribus hostils i els europeus. De vegades els apatxes intercanviaven bestiar i cavalls que havien adquirit en les batudes per les prestigiosos mantes navajo robades, mentre mantenien la pau amb els navajos.
Típicament caçadors-recol·lectors, els Tonto Apatxe caçaven (antílops, cérvols, ocells, rates de muntanya, etc.) i recollien (agave, baies, plantes silvestres, llavors). Les dones també conreaven síndria, carbassa, blat de moro, després grans, etc. Quan s'esgotaven les reserves i els subministraments d'aliments emmagatzemats era comú que una dona respectada (l'anomenada 'dona cap' o anciana) atreiés l'atenció del públic sobre la difícil situació. La dona demanava als líders de la ranxeria feia incursions contra altres indis i els europeus-americans per atacar adquirir el que es necessitaven. Els apatxes occidentals es movien en l'àrea del riu Colorado a l'oest d'Arizona, entre els zuni (Nashtizhé- 'celles tenyides de negre') i hopi (Tseka kiné `- 'gent que viu en cases de pedra') al nord, fins als estats mexicans de Sonora, Chihuahua, Sinaloa i Durango més al sud.

## Vida a la reserva

### Reserva índia Nació Yavapai-Apatxe
Després d'haver estat recol·locats a la reserva Camp Verde, al riu Verde vora Camp Verde, els yavapaia i Tonto Apatxes començaren a construir sistemes de reg (incloent una rasa de 8 kilòmetres). Aquests van funcionar prou bé perquè poguessin collir collites suficients, de manera que la tribu era relativament autosuficient. Però els contractistes que van treballar amb el govern dels Estats Units per proveir les reserves estaven decebuts i van sol·licitar revocar la reserva. El govern va accedir i al març de 1875 el govern va tancar la reserva. Van obligar els residents a viatjar a peu en hivern 290 kilòmetres a la reserva índia de San Carlos. Més de 100 yavapais moriren durant la travessia l'hivern.
Al començament de 1900 els yavapaia es van anar allunyant de la reserva de San Carlos. Van demanar permís per viure als terrenys de la reserva original de Camp Verde. El 1910 el govern dels EUA els cedí 161.874 metres quadrats com a reserva índia Camp Verd, i en la dècada següent hi agregà 1.003.620 metres quadrats en dues parcel·les, que va esdevenir la Reserva índia Middle Verde. Aquestes dues reserves es van unir el 1937 i els habitants van formar la tribu reconeguda federalment nació Yavapai-Apatxe de Camp Verde.
Avui la reserva té 2,7 kilòmetres quadrats en quatre parcel·les separades. El turisme contribueix en gran manera a l'economia de la tribu. La seva reserva té molts llocs històrics significatius que s'han conservat, entre ells el Monument Nacional Montezuma Castle. La Nació Yavapai-Apatxe és l'amalgama de dos pobles tribals distints: els Yavepe (yavapai central), Wipukepa (Wipukapaya) (yavapai del nord-est) i Kewevkapaya (yavapai del sud-est) i els tonto apatxe (Dilzhe’e Apache), cadascun dels quals va ocupar Upper Verde abans de la invasió europea. Els tonto apatxe, que s'anomenaven Dilzhe'e, utilitzaren les terres al nord, est i sud; mentre que els diverses bandes yavapai ocupaven el nord, oest, i sud. Se superposaren a l'Upper Verde.

### Reserva yavapai Fort McDowell
La Nació Yavapai Fort McDowell es trobà al comtat de Maricopa (Arizona), aproximadament a 20 milles de Phoenix. La reserva té 100 kilòmetres quadrats i fou autoritzada pel President Theodore Roosevelt amb l'antic Fort McDowell en 1903. Pel 1910 l'Oficina d'Afers Indis va intentar recol·locar els residents obrint l'àrea de desenvolupament i permetent d'altres interessos utilitzar els seus drets d'aigua. Una delegació yavapai va testificar davant un comitè del Congrés en contra d'aquesta acció i va guanyar.
Avui dia, la comunitat tribal es compon de 900 membres, 600 dels quals viuen a la reserva. Els Guwevka'ba:ya o yavapai del sud-est a la reserva Fort McDowell s'anomenen a si mateixos Aba:ja (″el poble”). La majoria de la població de Fort McDowell són yavapais Guwevka'ba:ya i d'altres grups yavapai.

### Reserva Tonto Apatxe
La Reserva Tonto Apatxe, situada al sud de Payson (Arizona), fou creada en 1972 al Bosc Nacional Tonto al nord-est de Phoenix. Consisteix en 85 acres (344,000 m²). Amb la base de terra més petita de qualsevol reserva a l'estat d'Arizona, on hi viuen 100 membres tribals d'un total de 140; 110 són membres tribals registrats. La reserva és situada adjacent a la ciutat de Payson (originalment anomenada Te-go-suk (“Lloc de l'aigua groga”), al nord-est del comtat de Gila, aproximadament 95 milles al nord-est de Phoenix i 100 milles al sud-est de Flagstaff.
Els Tonto apatxe són descendents directes dels Dilzhe'e Apache que vivien al veïnatge de Payson molt abans de l'arribada dels europeus. Durant la primera època de la reserva van ser traslladats a la gran reserva de Rio Verde, vora Camp Verde, que fou establerta el 1871 per als Tonto i Wipukepa o yavapai del nord-est. La Reserva fou dissolta el 1875 i els pobles forçats a reubicar-se a la reserva índia de San Carlos. Alguns Tonto apatxe retornaren gradualment a Payson després de 20 anys d'exili per trobar que els colons blancs els havien pres gran part de llus terres. Avui encara està pendent la legislació que els proporcioni títol de terra en fideïcomís en la qual resideixen. Tanmateix la major part dels Tonto apatxe han decidit retornar juntament amb els aliats yavapais i parents a la Reserva Camp Verde per formar l'actual Nació Yavapai-Apatxe.

### Reserves índies Apatxes Occidentals
A causa de la seva reubicació forçada en 1875 actualment alguns tonto apatxe viuen en dues reserves dominats per altres grups apatxes occidentals, la reserva índia de San Carlos i la Reserva índia Fort Apatxe.

## Organització socio-política
Igual que els altres grups apatxes occidentals, els tonto apatxe no estaven organitzats de forma centralitzada. La unitat social més petita era la família matrilocal i matrilineal que viu en un Wickiup (kowa o gowa); cada dona vivia amb els seus fills en un wickiup separat. Algunes famílies emparentades vivien juntes com una família estesa (els anomenats gotah) en una ranxeria. Diversos gotah (famílies extenses) formen grups locals. En conjunt, aquests reclamaven àrees de caça i recol·lecció. L'alta dependència orgànica era el grup o banda, que es compon generalment de diversos grups locals més petits; era organitzada principalment amb fins militars i per a la defensa comuna. (L'organització de les tribus era més forta en la societat chiricahua). Els tonto apatxe es divideixen en les següents bandes:
- - Tonto del nord (habitaven la conca alta del riu Verde i es movien al nord cap a les Muntanyes San Francisco al nord de Flagstaff)
    - Banda Bald Mountain (Dasziné Dasdaayé Indee - ‘Poble del porc espí assegut damunt’, vivien per Bald Mountain o Squaw Peak, al cantó occidental del vall Verde, al sud-oest def Camp Verde. Es dedicaven totalment a la cacera, la pesca i a recollir plantes. Formaren una banda mixta bilingüe amb els Wi:pukba (Wipukepa) o yavapais del nord-est)
    - Banda Fossil Creek (Tú Dotłʼizh Indee - ‘poble de l'aigua blava’, tenien algunes granges a Fossil Creek, Clear Creek i al riu Verde River sota la boca de Deer Creek, caçaven i recollien a l'oest del riu Verde, al nord-oest del territori de la banda Oak Creek i al nord-est d'Apache Maid Mountain. Formaren una banda mixta bilingüe amb la banda Matkitwawipa dels Wi:pukba (Wipukepa) o yavapais del nord-est)
    - Banda Mormon Lake (Dotłʼizhi HaʼitʼIndee - ‘Poble que puja per la carretera tuquesa’, vivien a l'est de Mormon Lake vora al cap del Canyó Anderson i van variar fins a la falda sud de les muntanyes de San Francisco, a Elden Mountain vora Flagstaff, al voltant dels llacs Mormon, Mary's, Stoneman's i Hay, i als canyons Anderson i Padre. Com que van ser exposats als navajos hostil al nord i l'est depenien enterament de la caça i la recol·lecció de vegetals silvestres per al seu manteniment. Només la banda de Mormon Lake es compon enterament de Tonto apatxe.)
    - Banda Oak Creek (Tsé Hichii Indee - ‘Poble de la roca vermella horitzontal', vivien vora l'actual Sedona, al llarg d'Oak Creek, Dry Beaver Creek, Wet Beaver Creek i al sud de la cara oriental del riu Verde entre Altnan i West Clear Creek, a l'est cap als llacs Stoneman's i Mary's, i cap al nord al llac Roger's i Flagstaff. Formaren una banda mixta bilingüe amb la banda Wiipukepaya dels Wi:pukba (Wipukepa) o yavapais del nord-est)

  - Tonto del sud (vivien a la Conca Tonto del riu Salt al sud i cap al riu East Verde, incloses les muntanyes Sierra Ancha, muntanyes Bradshaw i Mazatzal)
    - Banda Mazatzal (Tsé Nołtłʼizhn - ‘Poble de les roques en una línia de verdor’, vivien principalment a les faldes orientals de les Muntanyes Mazatzal, formaren bandes mixtes bilingües amb els grups locals Hakayopa i Hichapulvapa de la banda Wiikchasapaya (Wikedjasapa) dels Guwevkabaya (Kwevkepaya) o yavapais sud-orientals)
    - Semibanda Dil Zhęʼé (‘persones amb veus agudes', primera i més importants semi-banda amb el nom de la qual eren conegudes les cinc restants semi-bandes, alguns Dil Zhęʼé a Sierra Ancha formaren la banda mixta bilingüe Matkawatapa amb membres de la banda Walkamepa dels Guwevkabaya (Kwevkepaya) o yavapais del sud-est)
    - Segona semibanda
    - Tercer semibanda
    - Quarta semibanda
    - Cinquena semibanda
    - Sisena semibanda

## Caps tonto apatxes
Líders tonto (bilingües kwevkepaya-tonto-apatxe o Kwevkepaya-pinaleno-apatxe)
- Delshay (Delshe, Delchea, Delacha - ‘Gran grupa’, en yavapai Wah-poo-eta o Wapotehe, líder Kwevkepaya-Tonto-Apatxe, la seva banda mixta bilingüe del grup local Matkawatapa de Walkamepa-Kwevkepaya i Tonto-Apatxe del sud amb uns 200 membres vivien a la Sierra Ancha amb llur límit occidental formant Tonto Creek i a l'est Cherry Creek, però sovint es va informar que vivien a les Muntanyes Mazatzal a l'oest del seu nucli, no s'ha de confondre amb Wah-poo-eta, * vers 1835; es va involucrar en l'assassinat del tinent Jacob Almy a San Carlos en 1873 i va fugir després de l'assassinat juntament amb Chuntz, Cochinay, i Chan-deisi al desert, va ser localitzat pels exploradors apatxes sota Desalin i assassinat el 29 de juliol de 1874, el seu cap i 76 Kwevkepaya-Tonto capturats foren duts a Camp McDowell)
- Wah-poo-eta (Wapotehe, Wapooita - ‘Gran grupa’, en apatxe Delacha o Delshe, líder Kwevkepaya-Tonto-Apatxe, amb una banda de 750 membres, la majoria Kwevkepaya i alguns Tonto-Apache del sud de la banda Mazatzal, la seva banda vivia al sud de les Muntanyes Mazatzal era coneguda per ser la banda més gran i bel·licosa, ja que va rebutjar fer la pau amb els americans se sap poc sobre ell, no s'ha de confondre amb Delshay, *?; mort el 15 d'agost de 1869 per una banda de 44 maricopes i Akimel O'odham sota el cap guerrer maricopa Juan Chivaria a Castle Creek Canyon)
- Eschetlepan (Chalipun, Cha-Thle-Pah, Choltepun, anomenat per l'exèrcit dels Estats Units Charlie Pan, líder Kwevkepaya-Tonto-Apatxe, Tonto-Apache del sud de la banda Mazatzal, la seva band consistia en Wikedjasapa-Kwevkepaya, amb apatxes de la banda Mazatzal i quatre de les sis semi-bandes tonto del sud, amb uns 100 homes que vivien als sud-oest de Green Valley i al sud del riu East Verde, unes 10 milles a l'est del riu Verde a la faldilla nord de les Muntanyes Mazatzal, per tant podrien atacar fàcilment en les àrees de Prescott i Wickenburg)
- Ashcavotil (Ascavotil, en apatxe Escavotil, líder Kwevkepaya-Pinaleno-Apatxe, la seva banda de 200 guerrers vivia a l'est de Cherry Creek cap al sud al llarg d'ambdós costats del riu Salt i a les muntanyes Pinaleno, al costat de Wah-poo-eta, era el líder més bel·licós al centre d'Arizona, fortament armat i ben proveït de municions dels apatxes de la reserva de Fort Goodwin, els seus guerrers van atacar i va lluitar fins al sud de Tucson, Sacaton i Camp Grant)
- Oshkolte (Hascalté, Has-Kay-Ah-Yol-Tel, líder Tonto-Apatxe-Kwevkepaya, tenia una banda de 70 guerrers, 20 dones i 20 nens, la seva band - feta de Tonto-Apatxe del sud i alguns Kwevkepaya - es va moure per ambdós costats de Tonto Creek al nord al riu East Verde i al sud al riu Salt, aliats d'Ashcavotil i Wah-poo-eta, els seus guerrers estaven ben armats però depenien d'Ashcavotil i Wah-poo-eta per municions, vivien a l'est de Four Peaks a les Muntanyes Mazatzal Mountains cap al riu Salt, † assassinat el març de 1873)
- Nanni-chaddi (líder Tonto-Apatxe-Kwevkepaya, *?; fou responsable de moltes incursions en territori dels Akimel O'Odham i assentaments blancs al llarg dels rius Salt i Gila, † mort el 28 de desembre de 1872 a la batalla de Salt River Canyon, també anomenada Massacre de Skeleton Cave, 130 soldats del 5è Regiment de Cavalleria dirigits pel capità William H. Brown i 30 escoltes indis mataren 76 homes, dones i nens, 15 més van morir i només 18 dones i 6 nens van sobreviure i van ser portats en captivitat)
- Skiitlanoyah (Skitianoyah, en yavapai Skitlavisyah, líder Kwevkepaya-Tonto-Apatxe, la seva banda mixta d'unes 80 persones residia al nord de la banda de Delshay entre el riu East Verde mitjà o l'alt Tonto Creek al nord del Marge Mogollón)
- Piyahgonte (Pi-yah-gon-te, Líder Yavapai-Tonto-Apatxe en les dècades de 1860 i 1870, amb la seva banda de 75 persones vivia al llarg d'ambdós costats de la part superior del riu East Verde cap al nord fins al Marge Mogollón, es creia que era el responsable de la major part de les depredacions voltant de Prescott)
- Natatotel (Natokel o Notokel, líder Kwevkepaya-Tonto-Apatxe, † mort el juny de 1873)

líders Tonto-Apatxe 
- Chuntz (Chunz, ííder Tonto Apatxe, va fugir després de l'esclat de San Carlos el 1873, juntament amb Delshay, Cochinay i Chan-deisi al desert, va ser localitzat i assassinat el juliol de 1874 a les muntanyes de Santa Catalina pels exploradors apatxes sota el líder tonto apatxe (o White Mountain) Desalin, el seu cap i els dels seus sis últims partidaris van ser portats a San Carlos el 25 de juliol de 1874 i exposat durant diversos dies a la plaça d'armes)
- Chan-deisi (‘Nas trencat’, també conegut com a She-shet, anomenat per George Crook John Daisy, líder Tonto Apatxe, era explorador expulsat que pertanyia a la banda de Cochinay, va fugir després de l'assassinat del tinent Jacob Almy a San Carlos el 1873, juntament amb Chuntz, Cochinay i Delshay al desert, mort el 12 de juny de 1874 per exploradors indis, decapitat i el seu cap va ser dut a Camp Apache)
- Cochinay (‘Tro groc’, líder Tonto Apatxe, va fugir després de l'assassinat del tinent Jacob Almy a San Carlos el 1873, juntament amb Chuntz, Delshay, i Chan-deisi al desert, fou capturat i mort per exploradors indis cap a la fi de maig de 1874, decapitat i el seu cap dut a San Carlos el 26 de maig de 1874)
- Naqui-Naquis (líder Tonto Apatxe, † mort el juny de 1873)
- Ba-coon (Bacon o Bocan - “Boca grossa”, també anomenat Eskimo-tzin, Esqinosquin o Esquimosquin, líder Tonto Apatxe i després explorador apatxe, †1874)